# Одесская площадь (Киев)
Одесская площадь (укр. Одеська площа) — транспортная развязка в Киеве в Голосеевском районе, возле которой находится жилой массив Теремки-1. Связывает проспект Академика Глушкова, улицы Академика Заболотного, Теремковской и Окружную дорогу. Возникла в 1970-х годах как Новая площадь. Современное название получила в 1976 году как площадь на пути в город Одесса. Как площадь открытого публичного пространства не имеет.

## Транспорт
- Троллейбусы 11, 43
- Автобусы 1, 56, 75
- Станции метро «Теремки» (400 м южнее площади) и «Ипподром» (1 км севернее площади)

## Почтовый индекс
03187